# Vicepresidente del Perú
El vicepresidente constitucional de la República del Perú es aquel funcionario que asume el cargo de presidente de la República en caso de incapacidad temporal o permanente del presidente. De la misma manera, es el único funcionario que se puede encargar del despacho en caso de viaje al exterior del presidente. Según el orden de sucesión son llamados primer vicepresidente constitucional de la República y segundo vicepresidente constitucional de la República.

## Historia
El cargo de vicepresidente de la República aparece por primera vez en la constitución de 1823:

Artículo 76º.- Habrá un Vicepresidente en quien concurran las mismas calidades. Administrará el Poder Ejecutivo por muerte, renuncia, destitución del Presidente, o cuando llegare el caso de mandar personalmente la fuerza armada.
 Constitución de 1823

En la Constitución Vitalicia (1826) también se propuso solo un vicepresidente, el cual tenía que ser nombrado por el presidente. Del mismo modo, en la Constitución de 1828. En la Constitución de 1834 desaparece el cargo, hasta la Carta Magna de 1856, que restituye la vicepresidencia única.
La Constitución de 1860 instauró dos vicepresidentes, elegidos conjuntamente con el presidente de la República.

Artículo 89.- Habrá dos Vicepresidentes de la República, denominados primero y segundo, que serán elegidos al mismo tiempo, con las mismas calidades y para el mismo período que el Presidente.
 Constitución de 1860

En la Constitución de 1867 se suprimieron los cargos de vicepresidente; sin embargo, esta carta solo rigió por breve tiempo, pues una triunfante revolución de ese mismo año restituyó la Constitución de 1860. 
La Constitución de 1920 abolió los cargos de vicepresidente. Tampoco la Constitución de 1933 consagró en su texto estos cargos, los mismos que fueron restituidos por el segundo gobierno de Óscar R. Benavides, por ley del 1 de abril de 1936. En 1939, vía consulta plebiscitaria, se hizo la pertinente modificación constitucional. 
La Constitución de 1993, la actualmente vigente, reconoce la doble vicepresidencia de la República.

## Función
Según el artículo 90 de la Constitución Peruana, los candidatos a vicepresidentes pueden ser simultáneamente candidatos a una representación a Congreso. Son elegidos por el sufragio directo junto con el presidente.
Según el Artículo 10 de la Ley Orgánica del Poder Ejecutivo, los vicepresidentes pueden participar en las sesiones y debates del Consejo de Ministros con voz pero sin voto y forman parte del Despacho Presidencial.

### Asumir la Presidencia
La función de los vicepresidentes es asumir el cargo de presidente de la República en caso de impedimento temporal o permanente del presidente de la República.

### Encargo del despacho
Los vicepresidentes, según el artículo 115 de la Constitución de 1993, son los únicos que se pueden encargar del despacho en caso de que el presidente viaje al exterior. Durante este encargo, los vicepresidente tienen la facultad de rubricar las disposiciones del poder ejecutivo, promulgar leyes dadas por el Congreso de la República e incluso, de acuerdo a la Resolución N° 00050-2004-PI/TC del Tribunal Constitucional, promulgar leyes de reforma constitucional.

## Requisitos
Los vicepresidentes deben ser peruanos de nacimiento (no pueden acceder al cargo los que son peruanos por naturalización). Deben tener más de 35 años de edad al momento en que postulan y deben encontrarse en completo ejercicio de sus derechos civiles, es decir, no debe pesar sobre ellos ninguna sanción penal ni declaración civil de incapacidad.

## Mandato
El ejercicio de sus funciones dura cinco años, junto con el del presidente. Juran junto al presidente el 28 de julio, ante el Congreso de la República.
El artículo 113 de la Constitución Política de 1993 establece que la Presidencia de la República vaca por:
1. Muerte del presidente de la República.
2. Su permanente incapacidad moral o física, declarada por el Congreso.
3. Aceptación de su renuncia por el Congreso.
4. Salir del territorio nacional sin permiso del Congreso o no regresar a él dentro del plazo fijado.
5. Destitución, tras haber sido sancionado por alguna de las infracciones mencionadas en el artículo 117 de la Constitución.

El artículo 114 de la Constitución establece que el ejercicio de la Presidencia de la República se suspende por:
1. Incapacidad temporal del presidente, declarada por el Congreso.
2. Hallarse este sometido a proceso judicial, conforme al artículo 117 de la Constitución.

El artículo 115 regula que por impedimento temporal [suspensión] o permanente [vacancia declarada] del presidente de la República, asume sus funciones el primer vicepresidente. En defecto de este, el segundo vicepresidente. Por impedimento de ambos, el presidente del Congreso. Si el impedimento es permanente, el presidente del Congreso convoca de inmediato a elecciones.
Cuando el presidente de la República sale del territorio nacional, el primer vicepresidente se encarga del despacho. En su defecto, lo hace el segundo vicepresidente.

## Reseña histórica
Han renunciado al cargo:
- Francisco Tudela Van Breugel-Douglas, renunció el 22 de octubre de 2000, en la carta dirigida al presidente Alberto Fujimori, donde mostró su desacuerdo con la ley de amnistía como condición previa a las elecciones.
- Ricardo Márquez Flores, presentó su renuncia irrevocable el 20 de noviembre de 2000, para dejar en manos del Congreso la elección de un nuevo presidente.
- Raúl Diez Canseco Terry: presentó renuncia irrevocable al cargo el 30 de enero de 2004, tras considerarse víctima de dos acusaciones constitucionales "politizadas"[1]
- Omar Chehade: luego de una serie de escándalos por reuniones con miembros de la Policía para tomar acciones en una empresa privada en octubre de 2011. El también congresista se mantuvo en el cargo pese a que era investigado por la fiscalía y el Congreso; hasta que presentó su renuncia el 16 de enero de 2012.[2]
- Mercedes Aráoz: tras la disolución del Congreso y ser proclamada presidenta encargada en funciones renunció, señalando haberse roto el orden democrático.

Han sido declarados presidentes:
- Pedro Diez Canseco Corbacho: Tras la muerte de Miguel de San Román, el 3 de abril de 1863, Diez Canseco (que era Segundo Vicepresidente) fue nombrado presidente interino el 9 de abril del mismo, cargo que ocupó hasta agosto del mismo año. En 1865 se sublevó e ingresó triunfante a Palacio el 6 de noviembre del mismo, siendo presidente interino por 22 días en los cuales convocó a elecciones.
- Juan Antonio Pezet: Tras la muerte de Miguel de San Román, regresó de Europa en agosto de 1863, asumió la presidencia el 5 de agosto de 1863 y gobernó hasta el 6 de noviembre de 1865.
- Francisco Diez Canseco Corbacho: Tras el asesinato de José Balta asumió la presidencia por dos días, a fin de entregarla al Primer Vicepresidente Mariano Herencia Zevallos.
- Mariano Herencia Zevallos: tuvo el encargo de concluir los pocos días que restaban del mandato del presidente Balta y transferir el mando al presidente electo, Manuel Pardo y Lavalle.
- Justiniano Borgoño Castañeda: Era Segundo Vicepresidente y asumió la presidencia transitoria por cuatro meses en 1894, a fin de entregar la presidencia a Andrés Avelino Cáceres.
- Serapio Calderón Chirinos: fue Segundo Vicepresidente y fue nombrado Presidente Transitorio en mayo de 1904 tras la muerte de Manuel Candamo.
- Máximo San Román Cáceres: en el 21 de abril de 1992 fue declarado, por la disuelta Cámara de Senadores y el Colegio de Abogados de Lima, Presidente Constitucional, cargo que no pudo ejercer al no contar con el apoyo de la ciudadanía ni el de la comunidad internacional.
- Martín Vizcarra Cornejo: tras la renuncia de Pedro Pablo Kuczynski se procedió con la sucesión constitucional, juramentando como mandatario el 23 de marzo de 2018.
- Dina Boluarte Zegarra: tras el intento de autogolpe de Estado y posterior destitución de Pedro Castillo, se procedió con la sucesión constitucional, juramentando como primera Presidenta del Perú el 7 de diciembre de 2022.

Han ejercido la presidencia del Senado o de la Cámara de Diputados:
- Guillermo Billinghurst Angulo: fue vicepresidente de Nicolás de Piérola de 1895 a 1899. Fue presidente del Senado de 1896 a 1897.
- César Canevaro Valega fue vicepresidente en dos ocasiones (1894-1895 y 1919-1922). Fue presidente del Senado en 1894 y de 1921 a 1922.
- José Gálvez Barrenechea: primer vicepresidente de 1945 a 1948, fue también Presidente del Senado de 1945 a 1948.
- Héctor Boza Aizcorbe: primer vicepresidente de 1950-1956, fue presidente del Senado de 1950 a 1951 y de 1954 a 1956.
- Javier Alva Orlandini: segundo vicepresidente de 1980-1985, fue presidente del Senado de 1981 a 1982.
- Luis Alberto Sánchez Sánchez: primer vicepresidente de 1985-1990, fue presidente del Senado de 1985 a 1986.
- Luis Alva Castro: segundo vicepresidente en el periodo de 1985-1990, fue presidente de la Cámara de Diputados de 1987 a 1988.
- Máximo San Román fue elegido como primer vicepresidente para el periodo 1990-1995. Fue presidente del Senado de 1990 a 1991.

Por sexo:
- Lourdes Mendoza del Solar fue la primera mujer en llegar a este cargo junto a Alan García. Se encargó del despacho presidencial el 15 de enero de 2007 hasta el siguiente día, debido a un viaje del mandatario y ante la incapacidad de Luis Giampietri Rojas (Primer Vicepresidente).

Cargos en el exterior: 
- Edgardo Seoane Corrales, primer vicepresidente en el primer gobierno de Fernando Belaúnde (1963-1968) fue embajador en México de 1965 a 1967.
- Fernando Schwalb López-Aldana, primer Vicepresidente en el segundo gobierno de Belaúnde (1980-1985) fue embajador en Estados Unidos desde 1980 a 1982.
- Martín Vizcarra, primer vicepresidente en el gobierno de Pedro Pablo Kuczynski (2016-2018) y luego presidente constitucional (2018-2020) fue embajador en Canadá desde 2017 a 2018.

## Vicepresidentes de la República
En la historia de la república, desde la Constitución de 1860, se establecieron dos vicepresidencias.